# Raif Husić
Raif Husić (* 5. Februar 1996 in Zusmarshausen) ist ein ehemaliger deutsch-bosnischer Profi-Fußballtorhüter.

## Karriere

### Vereine
Husić begann das Fußballspielen beim TSV Zusmarshausen. Zur Saison 2010/11 wechselte der 14-Jährige in das Nachwuchsleistungszentrum (NLZ) des FC Augsburg. In seinem ersten Jahr absolvierte er für die B1-Junioren (U17) 24 von 26 möglichen Einsätzen in der B-Junioren-Bundesliga, obwohl er nach für die C1-Junioren (U15) spielberechtigt gewesen wäre. In der Saison 2011/12 folgten ebenfalls 24 Bundesligaeinsätze für die U17. Zur Saison 2012/13 wechselte der damals 16-Jährige innerhalb der Liga zur U17 des FC Bayern München. Dort absolvierte Husić 21 Bundesligaspiele. Zur Saison 2013/14 rückte der Deutsch-Bosnier zu den A-Junioren (U19) auf. Er absolvierte 19 Spiele in der A-Junioren-Bundesliga und 6 Spiele in der UEFA Youth League. Zudem kam er ab Anfang April 2014 zu 8 Einsätzen für die zweite Mannschaft, die Meister der viertklassigen Regionalliga Bayern wurde. Im April 2014 saß Husić zudem bei der Profimannschaft unter Pep Guardiola jeweils einmal in der Bundesliga und im DFB-Pokal auf der Bank, da Manuel Neuer sowie Tom Starke verletzt waren und daher Lukas Raeder spielen musste. 
Zur Saison 2014/15 wechselte Husić, der noch ein Jahr für die U19 spielberechtigt gewesen wäre, zu Werder Bremen. Er unterschrieb einen Profivertrag bis zum 30. Juni 2017 und war im Bundesligakader hinter Raphael Wolf und Richard Strebinger der dritte Torhüter. Er kam bei den Profis zu keinem Einsatz und sammelte daher Spielpraxis in der zweiten Mannschaft, für die er 13-mal in der Regionalliga Nord auflief und Meister wurde. In den Aufstiegsspielen zur 3. Liga kam er jedoch nicht zum Einsatz. In der Saison 2015/16 stand Husić ausschließlich im Kader der zweiten Mannschaft. Nachdem er bis zur Winterpause nicht zum Einsatz gekommen war, zog er sich Anfang Januar 2016 einen Riss des rechten Innenmeniskus zu. Er fiel daher bis zum Saisonende aus.
Zur Saison 2016/17 wechselte der 20-Jährige in die 3. Liga zum VfR Aalen. Er unterschrieb einen Vertrag bis zum 30. Juni 2018 mit der Option auf eine Verlängerung. Unter dem Cheftrainer Peter Vollmann war er der Ersatz von Daniel Bernhardt und kam einmal am letzten Spieltag zum Einsatz. In der Saison 2017/18 folgten 5 Ligaeinsätze. Auch in der Saison 2018/19 blieb ihm hinter Bernhardt nur ein Ligaeinsatz. Der VfR Aalen stieg als Tabellenletzter ab, womit Husić den Verein mit seinem Vertragsende verließ.
Zur Saison 2019/20 schloss sich Husić Wacker Burghausen in der Regionalliga Bayern an. Im Rahmen der Vorbereitung genügten Husićs Trainingsleistungen jedoch nicht und er wäre lediglich als dritter Torwart in die Saison gegangen. Als Konsequenz daraus löste er seinen Vertrag mit Wacker wieder auf, um sich auf seinen „beruflichen Werdegang außerhalb des Fußballs“ konzentrieren zu können.
Anfang August 2019 kehrte der 23-Jährige zu seinem Jugendverein TSV Zusmarshausen zurück und spielt nunmehr als Amateur in der Kreisliga Augsburg.

### Nationalmannschaft
Sein Debüt im Nationaltrikot gab Husić am 7. Juni 2011 in Bamberg beim 3:1-Sieg der U15-Nationalmannschaft über die Auswahl Portugals. Nachdem er in der Zeit vom 19. September 2011 bis 30. Mai 2012 vier Länderspiele (alle wurden gewonnen) für die U16 bestritten hatte, kam er in der Zeit vom 12. September 2012 bis 6. März 2013 neunmal für die U17-Nationalmannschaft und am 28. Mai 2014 für die U-18-Nationalmannschaft zum Einsatz.
Sein einziges Länderspiel für die U19 bestritt er am 5. September 2014 in Köln beim 3:2-Sieg über die Niederlande.

## Erfolge
- Aufstieg in die 3. Liga: 2015
- Meister der Regionalliga Nord: 2015
- Meister der Regionalliga Bayern: 2014

## Trivia
Husić war neben Jonathan Tah, Patrick Pflücke und Sinan Kurt von 2012 bis 2017 Teil der Sky-Doku Projekt Profi – 4 Jungs auf dem Weg in die Bundesliga.